# Teatro Olimpico
Ne doit pas être confondu avec Théâtre Olympique.
Le Teatro Olimpico est un théâtre situé à Vicence, dessiné en 1580 par l'architecte de la Renaissance Andrea Palladio. Il est généralement considéré comme le premier théâtre couvert permanent de l'époque moderne.
La réalisation du théâtre, à l'intérieur d'un complexe médiéval préexistant, fut confiée à Andrea Palladio par l'Académie olympique pour la représentation de comédies classiques. La construction a commencé en 1580, et l'inauguration eut lieu le 3 mars 1585, après la réalisation des fameux décors en perspective de Vincenzo Scamozzi. Ce décor en bois de style Renaissance est le seul qui soit parvenu jusqu'à nous, il est en parfait état d'entretien.
Le théâtre est encore aujourd'hui le lieu de représentations théâtrales et de concerts, notamment lors des Settimane musicali al Teatro olimpico en mai-juin. Il est inscrit sur la liste du patrimoine mondial de l'UNESCO, tout comme l'ensemble des constructions palladiennes de Vicence.

## Histoire

### Conception
Le Teatro Olimpico est la dernière réalisation de l'architecte Andrea Palladio, considérée comme l'un de ses plus grands chefs-d'œuvre, avec la villa Rotonda, la basilique palladienne et le tout proche palais Chiericati.
Le célèbre architecte de Vicence, rentré de Venise en 1579, a rassemblé dans cette œuvre les résultats de ses longues études sur le thème du théâtre classique fondées sur l'interprétation de l'Architecture de Vitruve et sur l'observation directe des ruines de théâtres romains encore visibles à l'époque (en particulier, le théâtre Berga, à Vicence).
La conception du théâtre fut confiée à Palladio par l'Académie olympique de Vicence, fondée en 1555, à des fins culturelles et scientifiques, parmi lesquelles la promotion de l'activité théâtrale. Palladio lui-même figurait parmi les membres fondateurs de l'académie qui, en 1579, obtint de la municipalité la concession d'un lieu propre à la construction d'une salle de théâtre, à l'intérieur des vieilles prisons du Castello del Territorio. Le contexte était une vieille forteresse  médiévale, plus d'une fois remaniée et utilisée comme prison et comme poudrière, avant d'être abandonnée.

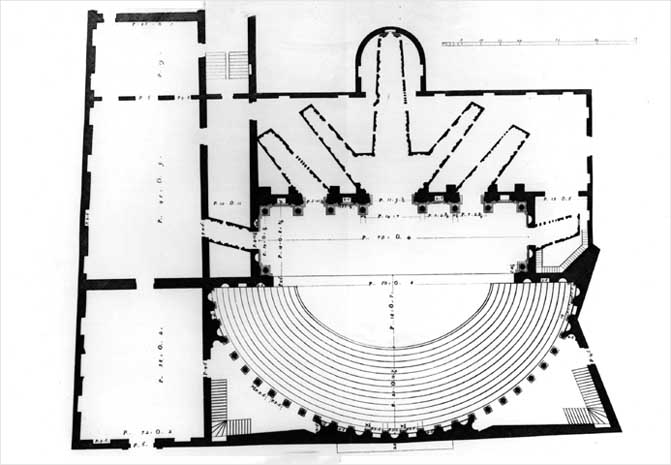
Plan du rez-de-chaussée (dessiné par Ottavio Bertotti Scamozzi en 1776)
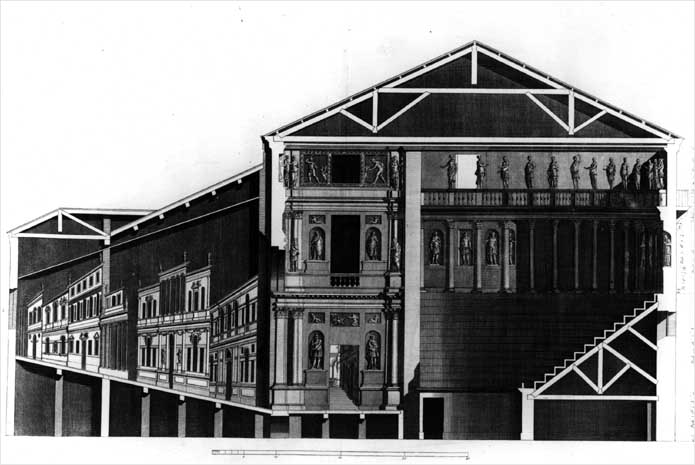
Coupe longitudinale (dessinée par Ottavio Bertotti Scamozzi en 1776)

### Construction
La construction commença en 1580, l'année même où mourut Palladio, mais les travaux continuèrent sur la base de ses notes, sous la direction de son fils Silla. Ils furent achevés en 1584, comprenant la cavea, la loggia et le proscenium. Le problème restait donc posé de la réalisation de la scène en perspective, dont le principe avait été retenu par l'académie, mais pour laquelle Palladio n'avait laissé aucun véritable projet. Il fut donc fait appel à l'architecte Vincenzo Scamozzi, disciple de Palladio.

Scamozzi dessina les décors de bois, dont les effets de perspective et le soin du détail firent grande impression lors du spectacle inaugural, apportant en outre quelques adaptations et achèvements nécessaires au projet de Palladio. Les salles contiguës de l’Odèo et l’Antiodèo, ajoutées au projet original du portail d'entrée, sont attribuées à Scamozzi.

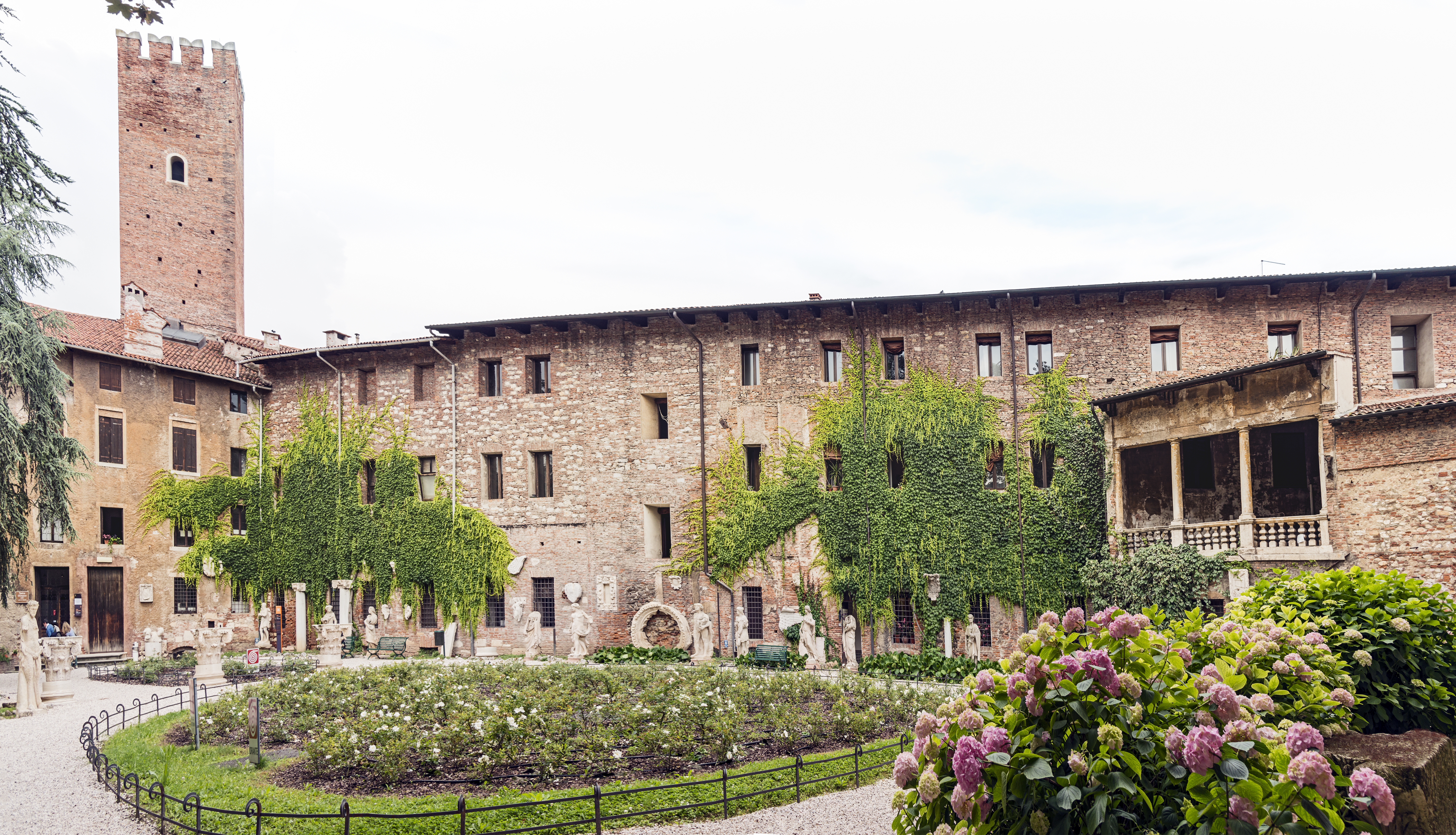
La cour du théâtre
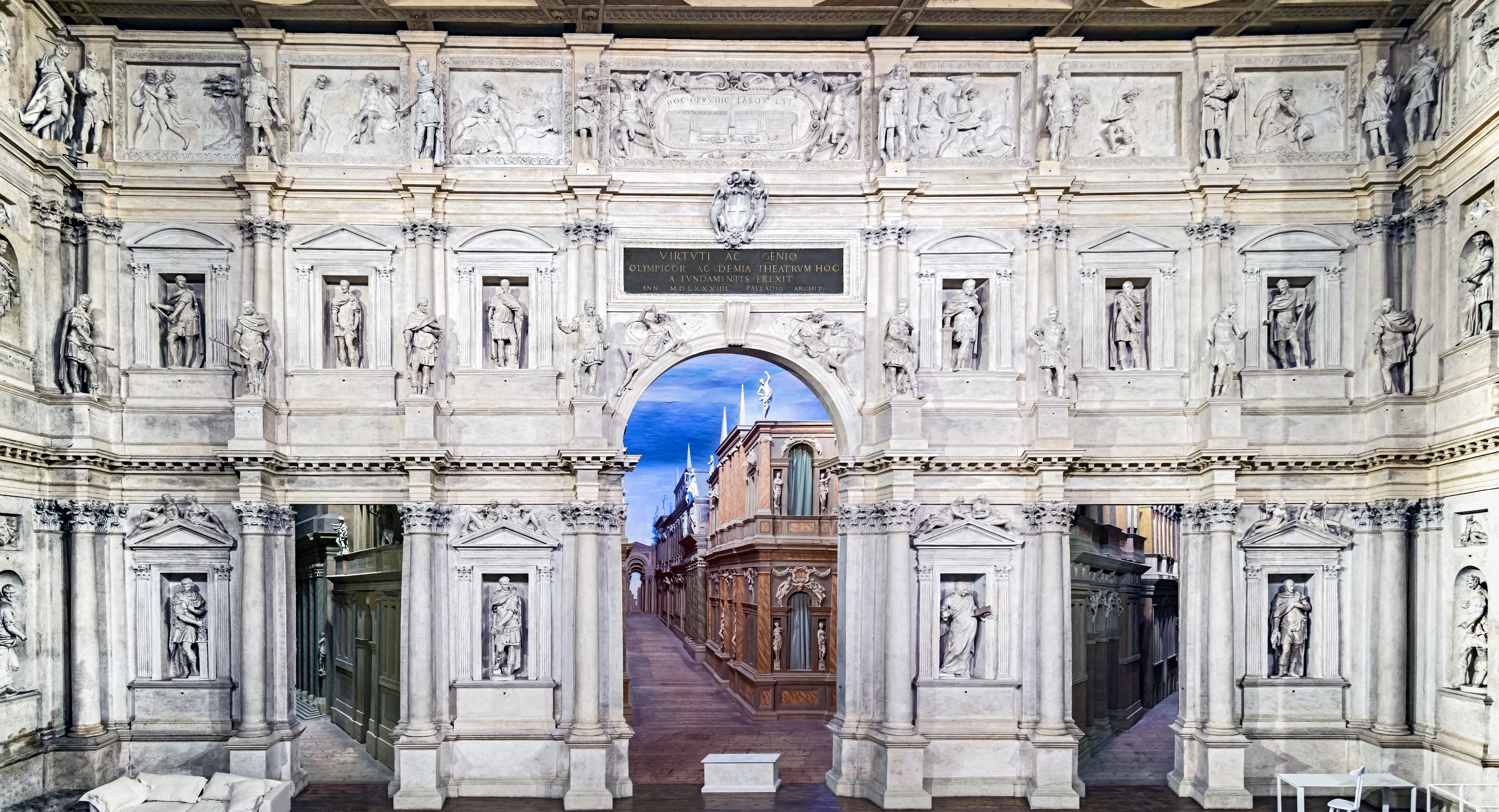
Détail du décor en bois de Vincenzo Scamozzi, visible à travers la porte royale du mur de scène
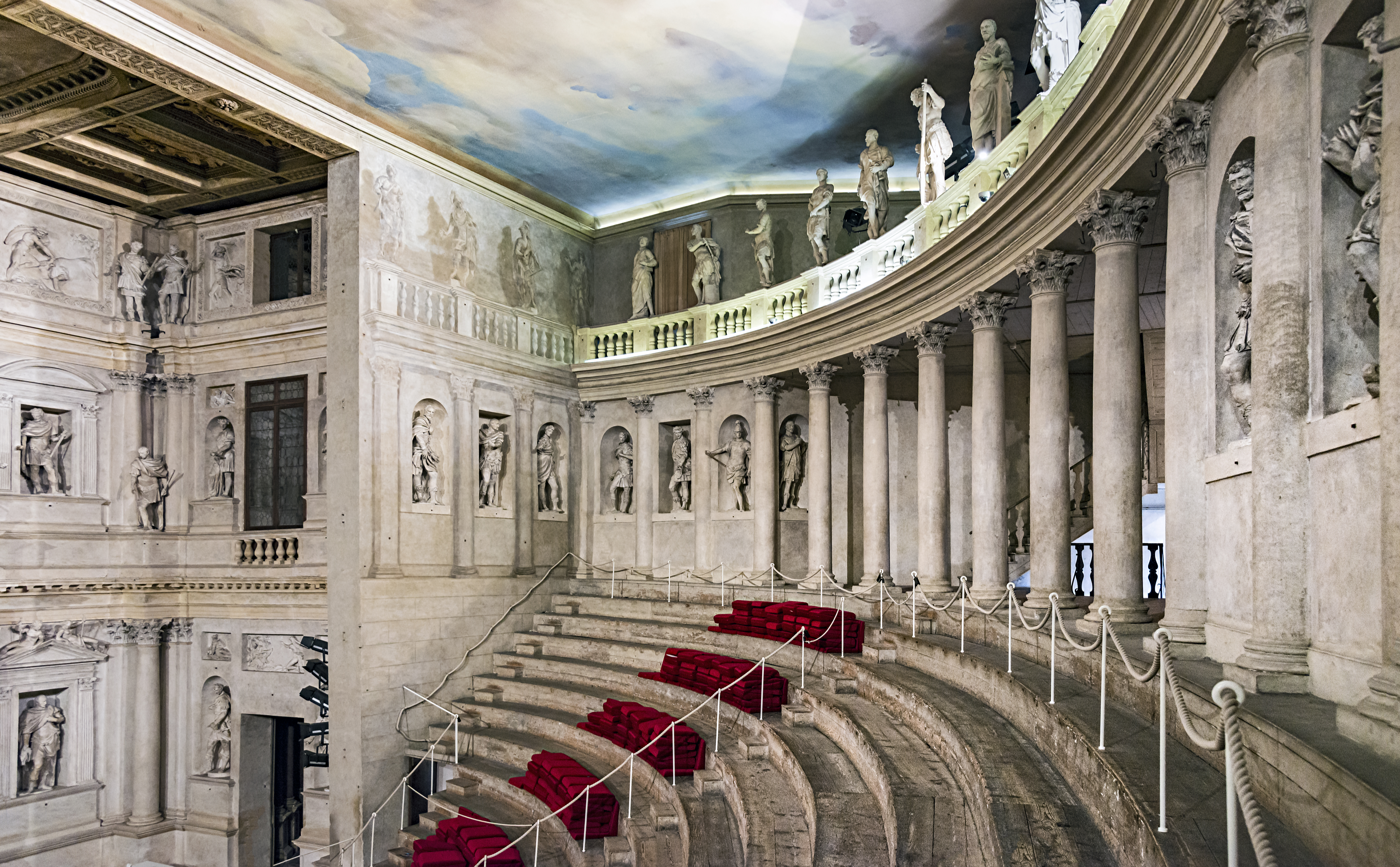
La salle du teatro Olimpico.
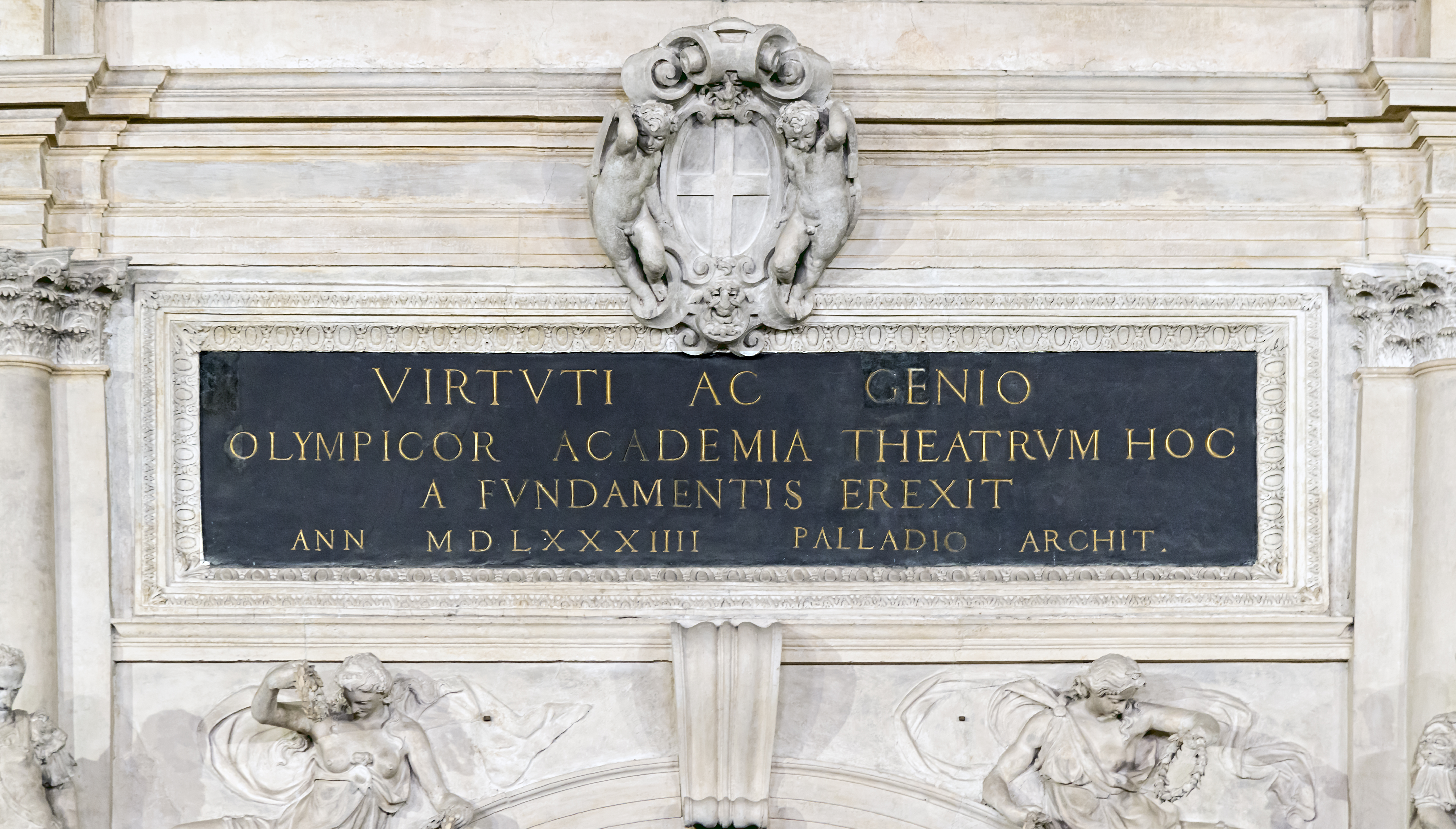
Inscription du fronton
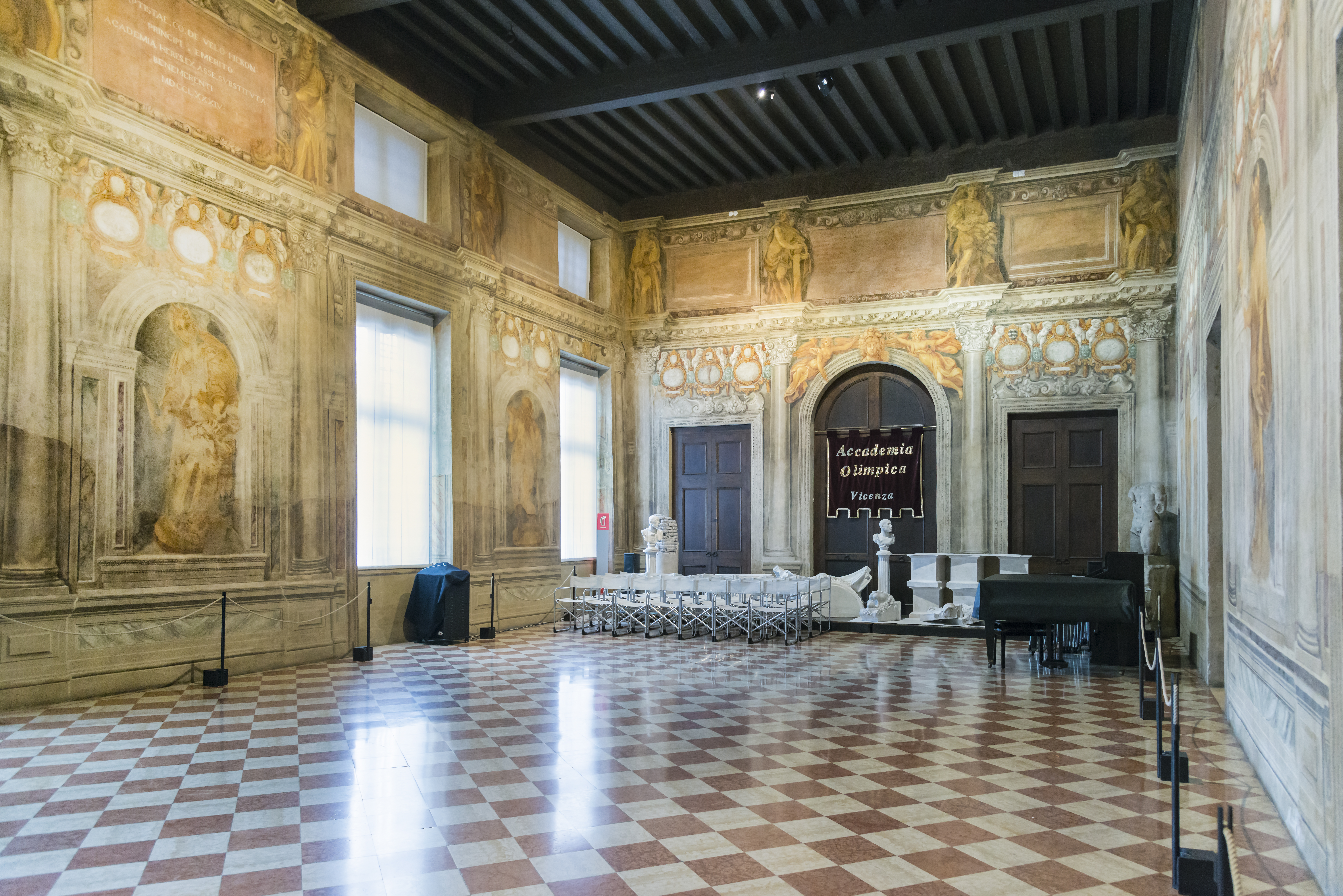
Salle de l'Odéon
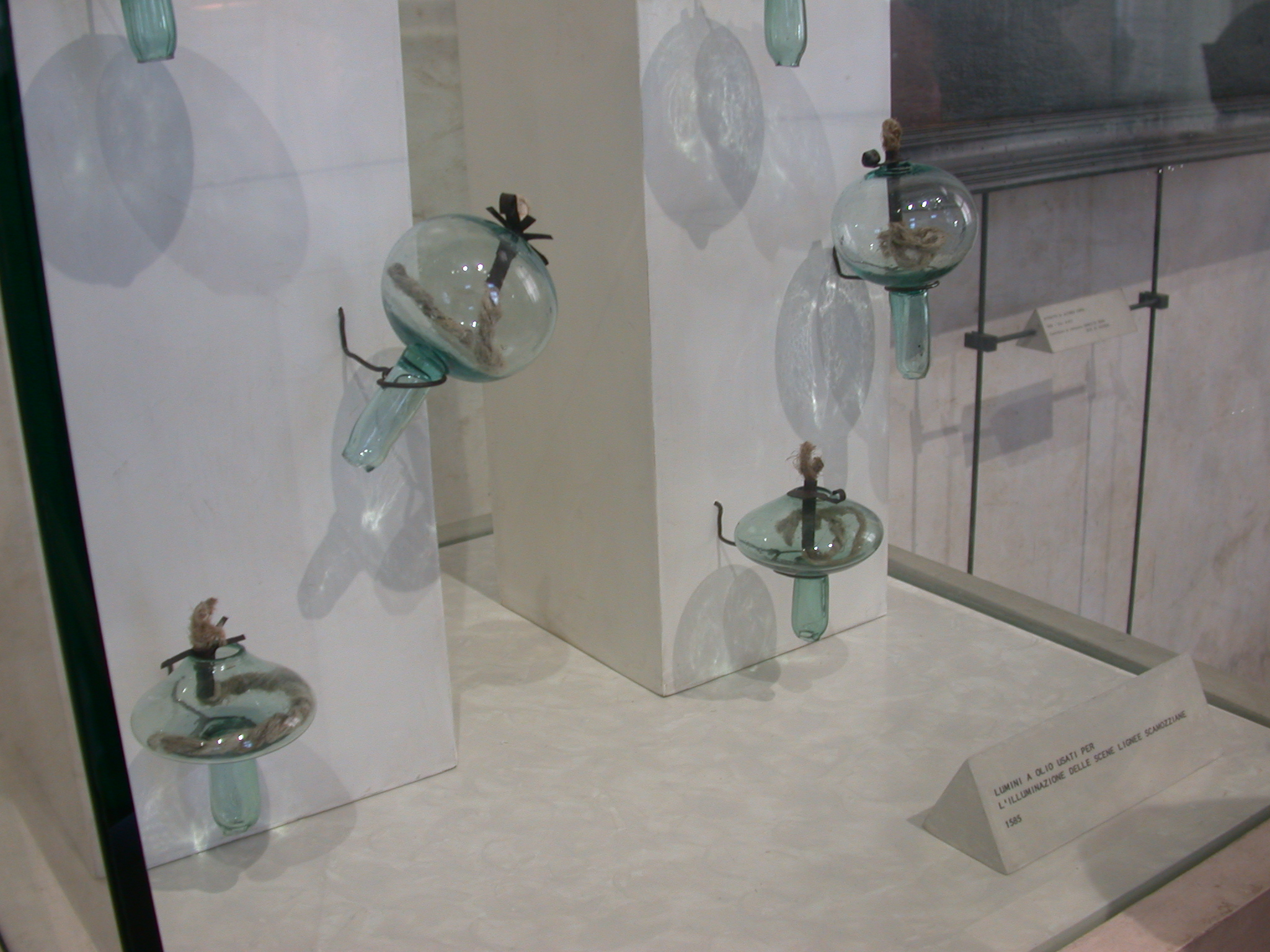
Lampes à huile conçues par Scamozzi pour l'illumination de la scène.

### Inauguration
Le théâtre a été inauguré le 3 mars 1585 avec la représentation d'Œdipe roi de Sophocle et les chœurs d'Andrea Gabrieli (spectacle repris en 1997 par l'académie olympique, mise en scène de Gianfranco De Bosio). Ce fut l'une des rares occasions où le décor, qui représente les sept rues de la ville de Thèbes, a été éclairé par un système original et complexe d'illumination artificielle de milliers de lampes à huile, toujours conçu par Scamozzi. Ces décors de bois et de plâtre réalisés pour un usage temporaire ne furent néanmoins jamais démontés, en dépit des dangers d'incendie. Ils ont été conservés miraculeusement jusqu'à nos jours et ont même survécu aux bombardements de la Seconde Guerre mondiale.

### Festivals de printemps et d'automne
Le théâtre est encore utilisé, principalement pour les représentations classiques et les concerts, seulement au printemps (le festival Suono dell'Olimpico) et en automne (les Cycles de spectacles classiques), sans aucun chauffage ni climatisation, de peur d'endommager les structures délicates. La capacité est limitée à 400 places, dans un même souci de conservation.

## Sources de traduction
- (it) Cet article est partiellement ou en totalité issu de l’article de Wikipédia en italien intitulé « Teatro Olimpico » (voir la liste des auteurs).